# فینال‌های ان‌بی‌ای ۱۹۹۱
فینال‌های ان‌بی‌ای ۱۹۹۱ دور قهرمانی اتحادیهٔ ملی بسکتبال در فصل ۹۱–۱۹۹۰ می‌باشد که بین دو تیم لس آنجلس لیکرز به عنوان قهرمان کنفرانس غرب برابر شیکاگو بولز، قهرمان کنفرانس شرق به انجام رسید.
شیکاگو بولز، قهرمان دور حذفی کنفرانس شرق برای کسب عنوان قهرمانی، به دیدار لس آنجلس لیکرز، کنفرانس غرب رفت و شیکاگو از مزیت بازی خانگی برخوردار بود. این نخستین حضور مایکل جردن در فینال‌های ان‌بی‌ای، آخرین حضور مجیک جانسون و آخرین حضور لیکرز در دیدارهای نهایی تا سال ۲۰۰۰ بود. بولزی‌ها این سری را با نتیجهٔ ۴–۱ پیروز شدند. جردن در در راه رسیدن به نخستین جایزهٔ ام‌وی‌پی فینال خودش در ان‌بی‌ای، به‌طور متوسط ۳۱٫۲ امتیاز، ۵۶٪ پرتاب منطقه‌ای موفق، ۱۱٫۴ پاس گل، ۶٫۶ ریباند، ۲٫۸ توپ ربایی و ۱٫۴ بلاک به ثبت رساند. این سری اولین باری نبود که بولز و لیکرز در دور حذفی رقابت‌ها به رو در روی یکدیگر قرار می‌گرفتند. پیش از سال ۱۹۹۱، آن‌ها چهار سری پس از فصل عادی با هم دیدار کردند (۱۹۶۸، ۱۹۷۱، ۱۹۷۲ و ۱۹۷۳) که در همهٔ آن‌ها پیروزی از آن لیکرزی‌ها بود. شیکاگو در آن زمان عضو کنفرانس غرب بود و در سال ۱۹۸۱ به شرق جابه‌جا شد. فینال ۱۹۹۱ نخستین مرتبه‌ای می‌باشد که بولز در یک سری پلی آف لیکرز را شکست داد. این سری پایان دورهٔ سلطهٔ لیکرز و آغاز فرمان‌روایی شیکاگو بولز در ان‌بی‌ای است. لیکرز پس از کسب پنج عنوان قهرمانی در هشت حضور خود در رقابت‌های پایانی در دههٔ ۱۹۸۰، پیش از کسب ۵ عنوان قهرمانی بین سال‌های ۲۰۰۰ و ۲۰۱۰، در دههٔ ۱۹۹۰ نتوانست به عنوان قهرمانی دست پیدا کند.
لیکرز ۱۹۹۱ توسط جانسون که ۳۲ ساله بود و در آخرین فصل بازی خود بازی می‌کرد و همچنین هم تیمی آل-استاری وی جیمز وورتی رهبری می‌شد، در حالی که کریم عبدالجبار رهبر پیشین لیکرزی‌ها در زمین، دو فصل پیش از این بازنشسته شده بود. بولزی‌ها، به رهبری جردن و اسکاتی پیپن، اسمال فوروارد این تیم، پس از سال ۱۹۹۱، در یک دورهٔ هفت ساله ۵ قهرمانی دیگر را کسب کردند و سلسلهٔ قهرمانی خود را مستحکم‌تر کردند. جردن سومین بازیکن تاریخ ان‌بی‌ای شد (پس از جورج مایکن و کریم عبدالجبار) که در همان فصلی که عنوان قهرمانی گلزنی را به دست آورد، قهرمانی لیگ را هم از آن خود کرد.

## پیش‌زمینه

### مسیر فینال
| #  | کنفرانس غرب           | کنفرانس غرب | کنفرانس غرب | کنفرانس غرب | کنفرانس غرب   |
| #  | تیم                   | برد         | باخت        | درصد برد    | بازی‌های پشت‌سر |
| -- | --------------------- | ----------- | ----------- | ----------- | ------------- |
| ۱  | z-پورتلند تریل بلیزرز | ۶۳          | ۱۹          | ۰٫۷۶۸       | –             |
| ۲  | y-سن آنتونیو اسپرز    | ۵۵          | ۲۷          | ۰٫۶۷۱       | ۸             |
| ۳  | x-لس آنجلس لیکرز      | ۵۸          | ۲۴          | ۰٫۷۰۷       | ۵             |
| ۴  | x-فینیکس سانز         | ۵۵          | ۲۷          | ۰٫۶۷۱       | ۸             |
| ۵  | x-یوتا جاز            | ۵۴          | ۲۸          | ۰٫۶۵۹       | ۹             |
| ۶  | x-هیوستون راکتس       | ۵۲          | ۳۰          | ۰٫۶۳۴       | ۱۱            |
| ۷  | x-گلدن استیت واریرز   | ۴۴          | ۳۸          | ۰٫۵۳۷       | ۱۹            |
| ۸  | x-سیاتل سوپرسانیکس    | ۴۱          | ۴۱          | ۰٫۵۰۰       | ۲۲            |
|    |                       |             |             |             |               |
| ۹  | اورلندو مجیک          | ۳۱          | ۵۱          | ۰٫۳۷۸       | ۳۲            |
| ۱۰ | لس آنجلس کلیپرز       | ۳۱          | ۵۱          | ۰٫۳۷۸       | ۳۲            |
| ۱۱ | مینه‌سوتا تیمبرولوز    | ۲۹          | ۵۳          | ۰٫۳۵۴       | ۳۴            |
| ۱۲ | دالاس ماوریکس         | ۲۸          | ۵۴          | ۰٫۳۴۱       | ۳۵            |
| ۱۳ | ساکرامنتو کینگز       | ۲۵          | ۵۷          | ۰٫۳۰۵       | ۳۸            |
| ۱۴ | دنور ناگتس            | ۲۰          | ۶۲          | ۰٫۲۴۴       | ۴۳            |

| #  | کنفرانس شرق             | کنفرانس شرق | کنفرانس شرق | کنفرانس شرق | کنفرانس شرق   |
| #  | تیم                     | باخت        | باخت        | درصد برد    | بازی‌های پشت‌سر |
| -- | ----------------------- | ----------- | ----------- | ----------- | ------------- |
| ۱  | c-شیکاگو بولز           | ۶۱          | ۲۱          | ۰٫۷۴۴       | –             |
| ۲  | y-بوستون سلتیکس         | ۵۶          | ۲۶          | ۰٫۶۸۳       | ۵             |
| ۳  | x-دیترویت پیستونز       | ۵۰          | ۳۲          | ۰٫۶۱۰       | ۱۱            |
| ۴  | x-میلواکی باکس          | ۴۸          | ۳۴          | ۰٫۵۸۵       | ۱۳            |
| ۵  | x-فیلادلفیا سونتی‌سیکسرز | ۴۴          | ۳۸          | ۰٫۵۳۷       | ۱۷            |
| ۶  | x-آتلانتا هاوکس         | ۴۳          | ۳۹          | ۰٫۵۲۴       | ۱۸            |
| ۷  | x-ایندیانا پیسرز        | ۴۱          | ۴۱          | ۰٫۵۰۰       | ۲۰            |
| ۸  | x-نیویورک نیکس          | ۳۹          | ۴۳          | ۰٫۴۷۶       | ۲۲            |
|    |                         |             |             |             |               |
| ۹  | کلیولند کاوالیرز        | ۳۳          | ۴۹          | ۰٫۴۰۲       | ۲۸            |
| ۱۰ | واشینگتن بولتز          | ۳۰          | ۵۲          | ۰٫۳۶۶       | ۳۱            |
| ۱۱ | نیوجرسی نتس             | ۲۶          | ۵۶          | ۰٫۳۱۷       | ۳۵            |
| ۱۲ | شارلوت هورنتس           | ۲۶          | ۵۶          | ۰٫۳۱۷       | ۳۵            |
| ۱۳ | میامی هیت               | ۲۴          | ۵۸          | ۰٫۲۹۳       | ۳۷            |

### سری‌های فصل عادی
این دو تیم، دو بار در فصل عادی با هم دیدار کردند که با برد خانگی دو تیم همراه بود:
| ۲۱ دسامبر ۱۹۹۰ |

|  |

| لس آنجلس لیکرز ۱۰۳, شیکاگو بولز ۱۱۴ |

| ۳ فوریه ۱۹۹۱ |

|  |

| شیکاگو بولز ۸۶, لس آنجلس لیکرز ۹۹ |

## خلاصه سری
| بازی   | تاریخ             | تیم مهمان      | نتیجه                    | تیم میزبان     |
| ------ | ----------------- | -------------- | ------------------------ | -------------- |
| بازی ۱ | یکشنبه، ۲ ژوئن    | لس آنجلس لیکرز | ۹۳–۹۱ (۱–۰)              | شیکاگو بولز    |
| بازی ۲ | چهارشنبه، ۵ ژوئن  | لس آنجلس لیکرز | ۸۶–۱۰۷ (۱–۱)             | شیکاگو بولز    |
| بازی ۳ | جمعه، ۷ ژوئن      | شیکاگو بولز    | ۱۰۴–۹۶ (وقت اضافه) (۲–۱) | لس آنجلس لیکرز |
| بازی ۴ | یکشنبه، ۹ ژوئن    | شیکاگو بولز    | ۹۷–۸۲ (۳–۱)              | لس آنجلس لیکرز |
| بازی ۵ | چهارشنبه، ۱۲ ژوئن | شیکاگو بولز    | ۱۰۸–۱۰۱ (۴–۱)            | لس آنجلس لیکرز |

### بازی ۱
| ۲ ژوئن 3:30 pm EDT |

|  |

| لس آنجلس لیکرز ۹۳, شیکاگو بولز ۹۱                                               |  |                                                                  |
| امتیاز بر پایه وقت: ۲۹–۳۰, ۲۲–۲۳, ۲۴–۱۵, ۱۸–۲۳                                  |  |                                                                  |
| امتیاز: سام پرکینز، Worthy 22 each ریباند: ولاده دیواتس ۱۴ پاس : مجیک جانسون ۱۱ |  | امتیاز: مایکل جردن ۳۶ ریباند: Horace Grant ۱۰ پاس: مایکل جردن ۱۲ |
| لس آنجلس پیشتاز سری، ۱–۰                                                        |  |                                                                  |

### بازی ۲
| ۵ ژوئن 9:00 pm EDT |

|  |

| لس آنجلس لیکرز ۸۶, شیکاگو بولز ۱۰۷                                             |  |                                                                            |
| امتیاز بر پایه وقت: ۲۳–۲۸, ۲۰–۲۰, ۲۶–۳۸, ۱۷–۲۱                                 |  |                                                                            |
| امتیاز: James Worthy ۲۴ ریباند: Green, مجیک جانسون همگی ۷ پاس : مجیک جانسون ۱۰ |  | امتیاز: مایکل جردن ۳۳ ریباند: مایکل جردن، Perdue همگی ۷ پاس: مایکل جردن ۱۳ |
| سری برابر، ۱–۱                                                                 |  |                                                                            |

### بازی ۳
| ۷ ژوئن 9:00 pm EDT |

|  |

| شیکاگو بولز ۱۰۴, لس آنجلس لیکرز ۹۶ (وقت اضافه)                  |  |                                                                |
| امتیاز بر پایه وقت: ۲۵–۲۵, ۲۳–۲۲, ۱۸–۲۵, ۲۶–۲۰                  |  |                                                                |
| امتیاز: مایکل جردن ۲۹ ریباند: اسکاتی پیپن ۱۳ پاس : مایکل جردن ۹ |  | امتیاز: سام پرکینز ۲۵ ریباند: سام پرکینز ۹ پاس: مجیک جانسون ۱۰ |
| شیکاگو پیشتاز سری، ۲–۱                                          |  |                                                                |

### بازی ۴

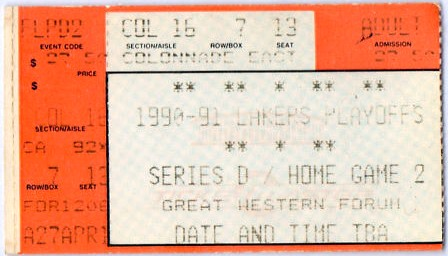
بلیطی برای تماشای بازی چهار فینال‌های ۱۹۹۱

| ۹ ژوئن 7:00 pm EDT |

|  |

| شیکاگو بولز ۹۷, لس آنجلس لیکرز ۸۲                               |  |                                                                     |
| امتیاز بر پایه وقت: ۲۷–۲۸, ۲۵–۱۶, ۲۲–۱۴, ۲۳–۲۴                  |  |                                                                     |
| امتیاز: مایکل جردن ۲۸ ریباند: اسکاتی پیپن ۹ پاس : مایکل جردن ۱۳ |  | امتیاز: ولاده دیواتس ۲۷ ریباند: ولاده دیواتس ۱۱ پاس: مجیک جانسون ۱۱ |
| شیکاگو پیشتاز سری، ۳–۱                                          |  |                                                                     |

### بازی ۵
| ۱۲ ژوئن 9:00 pm EDT |

|  |

| شیکاگو بولز ۱۰۸, لس آنجلس لیکرز ۱۰۱                               |  |                                                                  |
| امتیاز بر پایه وقت: ۲۷–۲۵, ۲۱–۲۴, ۳۲–۳۱, ۲۸–۲۱                    |  |                                                                  |
| امتیاز: اسکاتی پیپن ۳۲ ریباند: اسکاتی پیپن ۱۳ پاس : مایکل جردن ۱۰ |  | امتیاز: سام پرکینز ۲۲ ریباند: مجیک جانسون ۱۱ پاس: مجیک جانسون ۲۰ |
| شیکاگو برندهٔ سری، ۴–۱                                             |  |                                                                  |

## آمارهای بازیکنان
شیکاگو بولز
| بازیکن           | GP | GS | MPG  | FG%   | 3FG%  | FT%   | RPG | APG  | SPG | BPG | PPG  |
| ---------------- | -- | -- | ---- | ----- | ----- | ----- | --- | ---- | --- | --- | ---- |
| B. J. Armstrong  | ۵  | ۰  | ۷٫۴  | ۰٫۴۵۵ | ۰٫۰۰۰ | ۰٫۰۰۰ | ۰٫۶ | ۰٫۸  | ۰٫۴ | ۰٫۰ | ۲٫۰  |
| Bill Cartwright  | ۵  | ۵  | ۳۲٫۰ | ۰٫۴۳۵ | ۰٫۰۰۰ | ۰٫۶۶۷ | ۵٫۰ | ۲٫۴  | ۰٫۶ | ۰٫۶ | ۸٫۸  |
| Horace Grant     | ۵  | ۵  | ۳۹٫۶ | ۰٫۶۲۷ | ۰٫۰۰۰ | ۰٫۷۵۰ | ۷٫۸ | ۱٫۶  | ۱٫۶ | ۰٫۶ | ۱۴٫۶ |
| Craig Hodges     | ۵  | ۰  | ۱۰٫۶ | ۰٫۳۹۱ | ۰٫۱۶۷ | ۰٫۰۰۰ | ۰٫۶ | ۰٫۲  | ۰٫۰ | ۰٫۰ | ۳٫۸  |
| Dennis Hopson    | ۱  | ۰  | ۲٫۰  | ۰٫۰۰۰ | ۰٫۰۰۰ | ۰٫۰۰۰ | ۰٫۰ | ۰٫۰  | ۰٫۰ | ۰٫۰ | ۰٫۰  |
| Michael Jordan   | ۵  | ۵  | ۴۴٫۰ | ۰٫۵۵۸ | ۰٫۵۰۰ | ۰٫۸۴۸ | ۶٫۶ | ۱۱٫۴ | ۲٫۸ | ۱٫۴ | ۳۱٫۲ |
| Stacey King      | ۲  | ۰  | ۳٫۰  | ۰٫۰۰۰ | ۰٫۰۰۰ | ۱٫۰۰۰ | ۰٫۵ | ۰٫۰  | ۰٫۰ | ۰٫۰ | ۱٫۰  |
| Cliff Levingston | ۵  | ۰  | ۱۸٫۰ | ۰٫۶۱۵ | ۰٫۰۰۰ | ۰٫۰۰۰ | ۲٫۸ | ۰٫۶  | ۱٫۰ | ۱٫۰ | ۳٫۲  |
| John Paxson      | ۵  | ۵  | ۳۱٫۸ | ۰٫۶۵۳ | ۰٫۲۵۰ | ۱٫۰۰۰ | ۲٫۰ | ۳٫۴  | ۱٫۰ | ۰٫۰ | ۱۳٫۴ |
| Will Perdue      | ۵  | ۰  | ۷٫۴  | ۰٫۶۰۰ | ۰٫۰۰۰ | ۱٫۰۰۰ | ۲٫۴ | ۰٫۲  | ۰٫۰ | ۰٫۲ | ۱٫۶  |
| Scottie Pippen   | ۵  | ۵  | ۴۳٫۶ | ۰٫۴۵۳ | ۰٫۲۰۰ | ۰٫۸۶۲ | ۹٫۴ | ۶٫۶  | ۲٫۴ | ۱٫۰ | ۲۰٫۸ |
| Scott Williams   | ۴  | ۰  | ۱۱٫۳ | ۰٫۵۰۰ | ۰٫۰۰۰ | ۰٫۶۶۷ | ۲٫۳ | ۰٫۸  | ۰٫۰ | ۰٫۳ | ۲٫۰  |

لس آنجلس لیکرز
| بازیکن          | GP | GS | MPG  | FG%   | 3FG%  | FT%   | RPG | APG  | SPG | BPG | PPG  |
| --------------- | -- | -- | ---- | ----- | ----- | ----- | --- | ---- | --- | --- | ---- |
| Elden Campbell  | ۳  | ۰  | ۱۱٫۰ | ۰٫۶۲۵ | ۰٫۰۰۰ | ۰٫۷۵۰ | ۱٫۳ | ۰٫۰  | ۱٫۰ | ۰٫۷ | ۷٫۷  |
| Vlade Divac     | ۵  | ۵  | ۴۱٫۶ | ۰٫۵۶۵ | ۰٫۰۰۰ | ۱٫۰۰۰ | ۸٫۸ | ۲٫۰  | ۱٫۸ | ۲٫۴ | ۱۸٫۲ |
| Larry Drew      | ۴  | ۰  | ۵٫۰  | ۰٫۳۷۵ | ۰٫۰۰۰ | ۰٫۵۰۰ | ۰٫۵ | ۰٫۰  | ۰٫۰ | ۰٫۰ | ۱٫۸  |
| A. C. Green     | ۵  | ۱  | ۲۲٫۶ | ۰٫۳۱۳ | ۰٫۶۶۷ | ۰٫۵۸۳ | ۵٫۶ | ۰٫۲  | ۰٫۶ | ۰٫۰ | ۵٫۸  |
| Magic Johnson   | ۵  | ۵  | ۴۵٫۶ | ۰٫۴۳۱ | ۰٫۲۸۶ | ۰٫۹۵۱ | ۸٫۰ | ۱۲٫۴ | ۱٫۲ | ۰٫۰ | ۱۸٫۶ |
| Sam Perkins     | ۵  | ۵  | ۴۱٫۲ | ۰٫۴۰۶ | ۰٫۳۸۵ | ۰٫۷۵۹ | ۷٫۶ | ۱٫۰  | ۰٫۴ | ۱٫۴ | ۱۶٫۶ |
| Byron Scott     | ۴  | ۴  | ۳۵٫۰ | ۰٫۲۷۸ | ۰٫۲۰۰ | ۰٫۷۰۰ | ۱٫۸ | ۱٫۸  | ۰٫۸ | ۰٫۰ | ۴٫۵  |
| Tony Smith      | ۲  | ۰  | ۱۶٫۰ | ۰٫۷۱۴ | ۰٫۰۰۰ | ۰٫۶۶۷ | ۰٫۵ | ۱٫۰  | ۰٫۵ | ۰٫۰ | ۶٫۰  |
| Terry Teagle    | ۵  | ۱  | ۱۴٫۲ | ۰٫۳۳۳ | ۰٫۰۰۰ | ۰٫۷۸۶ | ۰٫۴ | ۰٫۲  | ۰٫۶ | ۰٫۲ | ۵٫۰  |
| Mychal Thompson | ۱  | ۰  | ۱۰٫۰ | ۰٫۰۰۰ | ۰٫۰۰۰ | ۰٫۰۰۰ | ۰٫۰ | ۰٫۰  | ۰٫۰ | ۰٫۰ | ۰٫۰  |
| James Worthy    | ۴  | ۴  | ۴۱٫۰ | ۰٫۴۷۹ | ۰٫۱۶۷ | ۰٫۶۶۷ | ۳٫۰ | ۲٫۰  | ۱٫۰ | ۰٫۰ | ۱۹٫۳ |